# FAB-250
La FAB-250 (Фугасная авиационная бомба 250 кг), es una bomba de propósito general, de caída libre, de origen soviético, con un peso nominal de 250 kg. Esta bomba junto con bombas anteriores (FAB-50/100) fueron utilizados por la Aviación Soviética para atacar fortificaciones, edificios, puentes y vehículos alemanes durante la Segunda Guerra Mundial

## Historia y desarrollo
La bomba fue creada a mediados de los años 1940 para equipar a todos los bombarderos de aquella época. Para el año 1946 las factorías soviéticas producen bombas FAB de mayor tamaño e introducen una serie de mejoras, y la bomba pasa a denominarse FAB-250/M46. Estas mejores incluyen:
- Un rediseño en la cola.
- Se elimina la espoleta en la parte delantera.
- La particularidad de poder lanzarse desde una altura máxima de 12.000 m.

Con la llegada de la era del jet y los motores a reacción, las altas velocidades de las aeronaves hacen resaltar la pobre aerodinámica de todo el arsenal de las bombas soviéticas. A raíz de los efectos negativos que produce en el vuelo, todas las bombas sufren un rediseño aerodinámico durante la década del 60, el rediseño de la FAB-250/M46 pasa a nombrase con el sufijo /M62. Este tipo de bomba fue exportada masivamente hacia los países del Pacto de Varsovia y algunas naciones de Asia y África.

## Variantes
- FAB-250/M62

Es un simple rediseño de la bomba original en cuanto a la aerodinámica de la misma.
- BETAB-250

Las bombas BETAB fueron diseñadas para penetrar blancos duros, como estructuras de hormigón reforzado, refugios o pistas de aterrizaje.

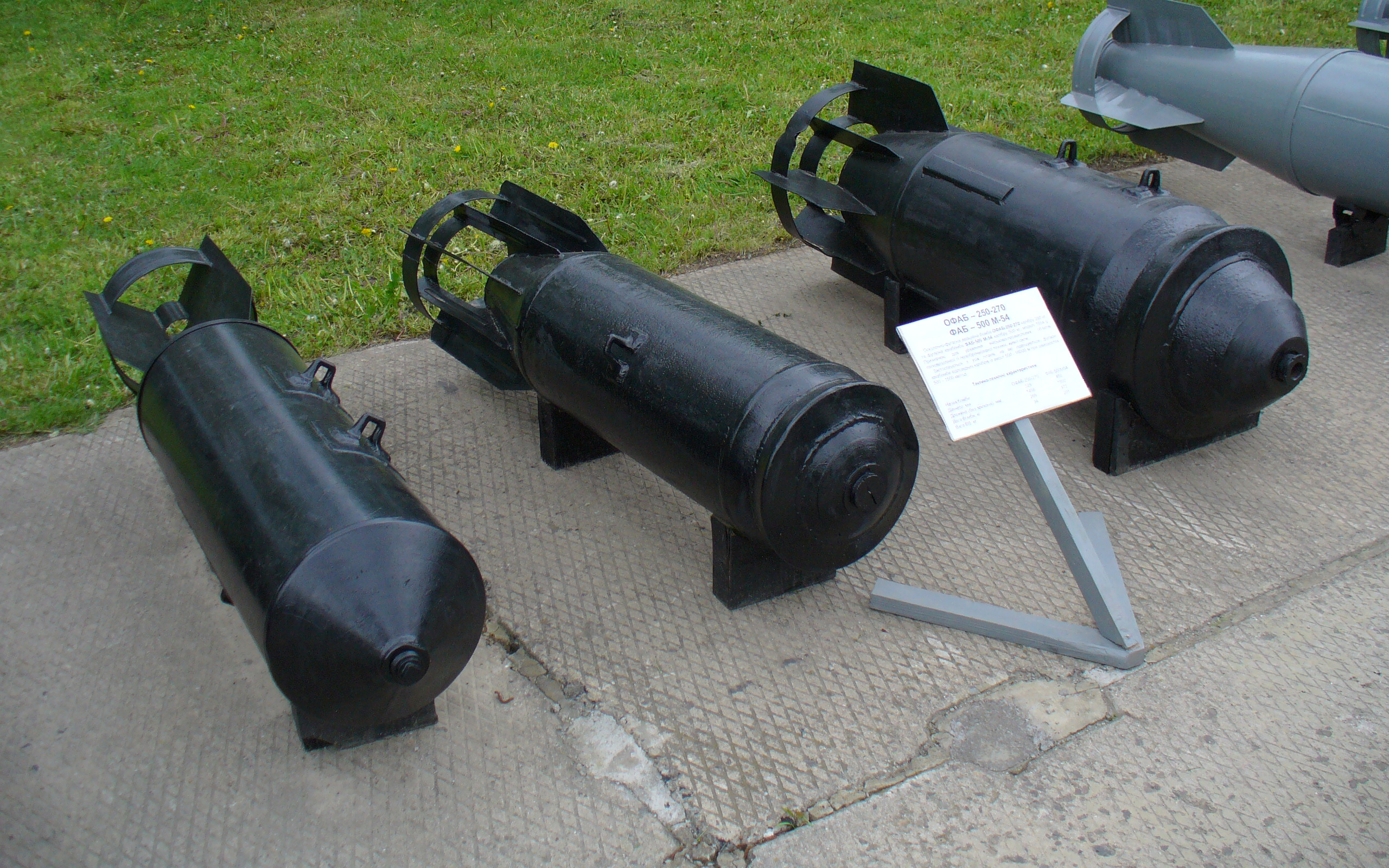
Una serie de bombas FAB durante una exposición de la Fuerza Aérea Ucraniana.

## Usuarios
- Rusia

La Fuerza Aérea Rusa equipa a todos sus cazas y bombarderos de su inventario.
- China | Ucrania | Angola | Etiopía

Todas estas naciones equipan con la FAB-250/M62 a sus cazas Su-27/27UB.
- Sudán

Sudan opera estas bombas y las equipa en sus aviones de Ataque a tierra Nanchang Q-5 que es un desarrollo chino del Mig-19
- Venezuela

Venezuela recibió estas bombas junto a la compra de 24 cazas Su-30MK2. Las primeras unidades de las mismas fueron recibidas en el mes junio de 2006